# Sperrzone von Tschernobyl

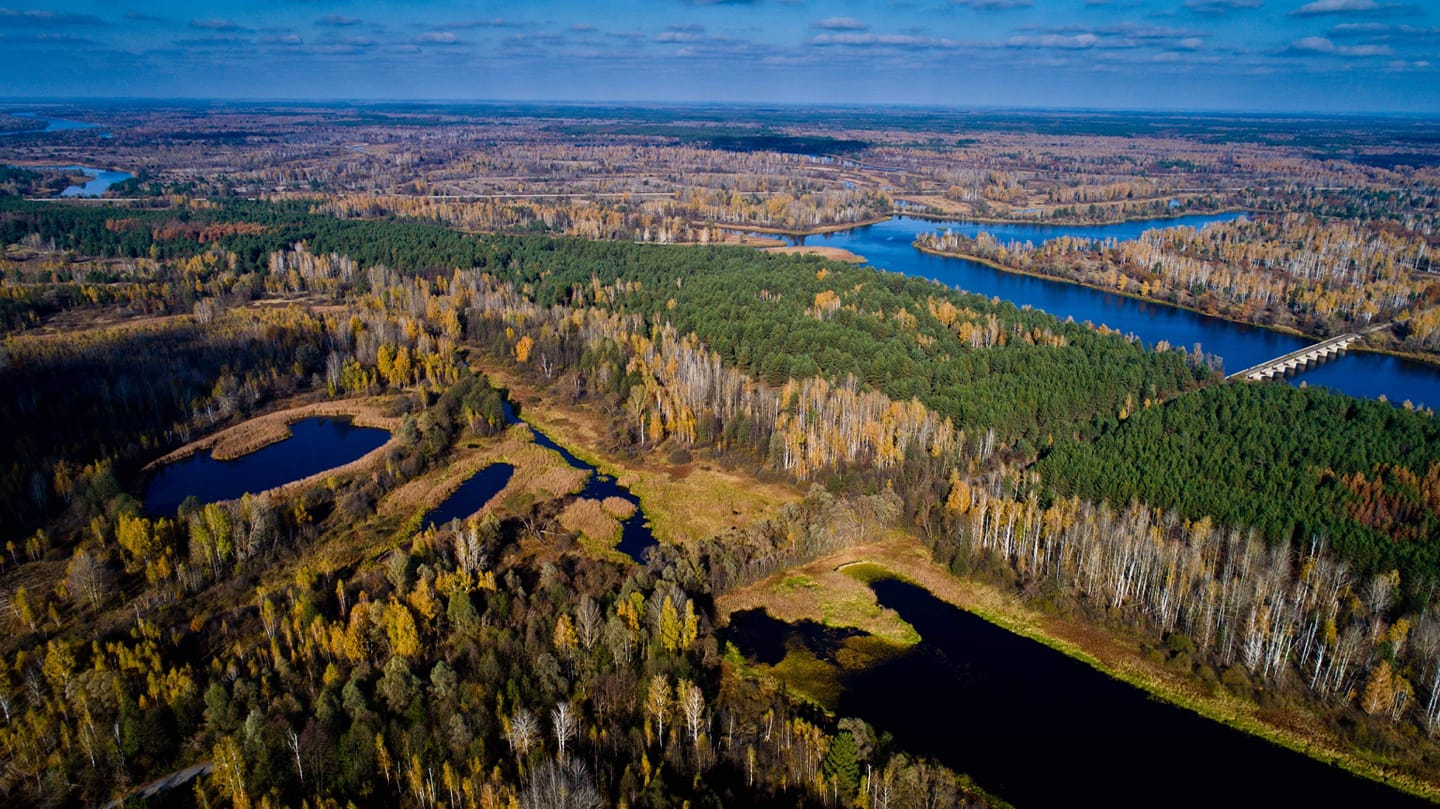
Luftaufnahme der Sperrzone von Tschernobyl, 2019

Karte der Strahlenbelastung im Jahr 1996

Bei der Sperrzone von Tschernobyl (ukrainisch Зона відчуження Чорнобильської АЕС Sona widtschuschennja Tschornobylskoji AES, russisch Зона отчуждения Чернобыльской АЭС Sona ottschuschdenija Tschernobylskoj AES; wörtlich „Zone der Entfremdung des Tschernobyler Kernkraftwerks“) handelt es sich um ein Sperrgebiet, welches im Jahr 1986 mit einem Radius von 30 km um den havarierten Reaktorblock 4 des Kernkraftwerks Tschernobyl auf dem Gebiet der heutigen Ukraine errichtet wurde. Auf belarussischer Seite schließt sich seit 1988 das Polessische Staatliche Radioökologische Schutzgebiet an.
Die Sperrzone dient dem Schutz der Bewohner in den angrenzenden Gebieten besonders vor dem radioaktiven Fallout. Mit der Einrichtung der Sperrzone ging die Evakuierung der Städte Prypjat und Tschernobyl sowie Kopatschi und weiterer Dörfer einher, die sich innerhalb dieses Gebietes befanden. 
Der Zugang zu diesem Sperrgebiet wird von der ukrainischen Miliz kontrolliert und ist nur mit Genehmigung gestattet. Zeitweise war ein Besuch der Sperrzone auch für Touristen möglich, aber aufgrund möglicher Folgeschäden durch Strahlenexposition rät das Bundesministerium für Umwelt, Naturschutz und nukleare Sicherheit weiterhin davon ab. Aufgrund der Russischen Invasion der Ukraine seit 2022 wurden für die Dauer des Kriegsrechts die Genehmigungen zum Besuch der Zone ausgesetzt.

## Errichtung des Sperrgebiets

### Umfang und Beginn der Entsiedlung

Umfang der Sperrzone

Nachdem die ersten der 44.000 Einwohner Prypjats 37 Stunden nach dem Unfall aus der Stadt geschafft worden waren, entschied die damalige Unionsregierung am 2. Mai 1986, das Gebiet mit einem Radius von circa 30 km um den Reaktor zu evakuieren, basierend auf Dosisleistungsmessungen. Zunächst wurden etwa 116.000 Menschen aus einem Gebiet von etwa 3500 km² gebracht; die Evakuierung war am 6. Mai abgeschlossen. In den Folgejahren stieg diese Zahl auf circa 350.000 Menschen an.
Seit dem Zerfall der Sowjetunion stehen die vom radioaktiven Fallout betroffenen Gebiete Homelskaja Woblasz in Belarus sowie die Oblast Brjansk in Russland, die zum damaligen Zeitpunkt mit zum errichteten Sperrgebiet zählten, unter eigener Verwaltung.

### Verlassene Siedlungen

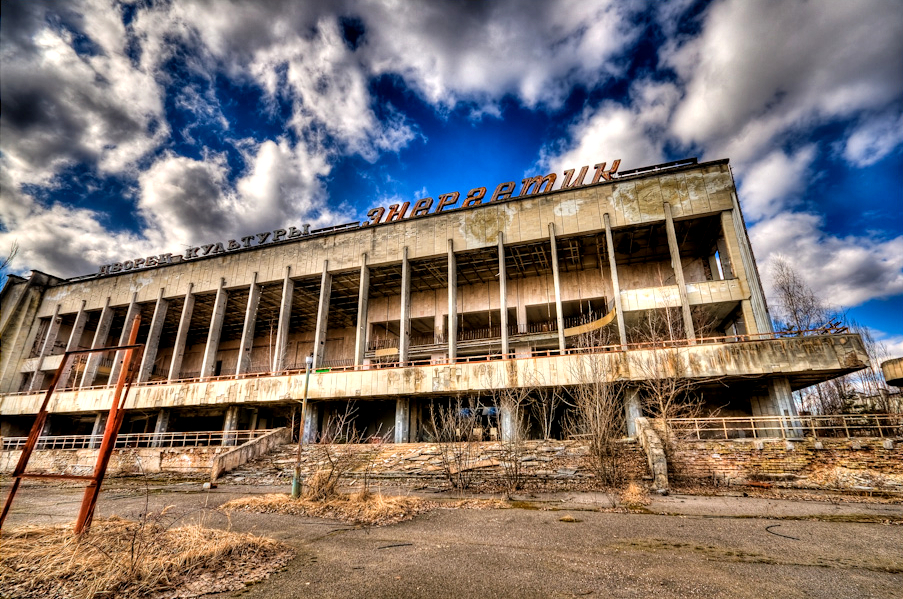
Kulturpalast, Prypjat

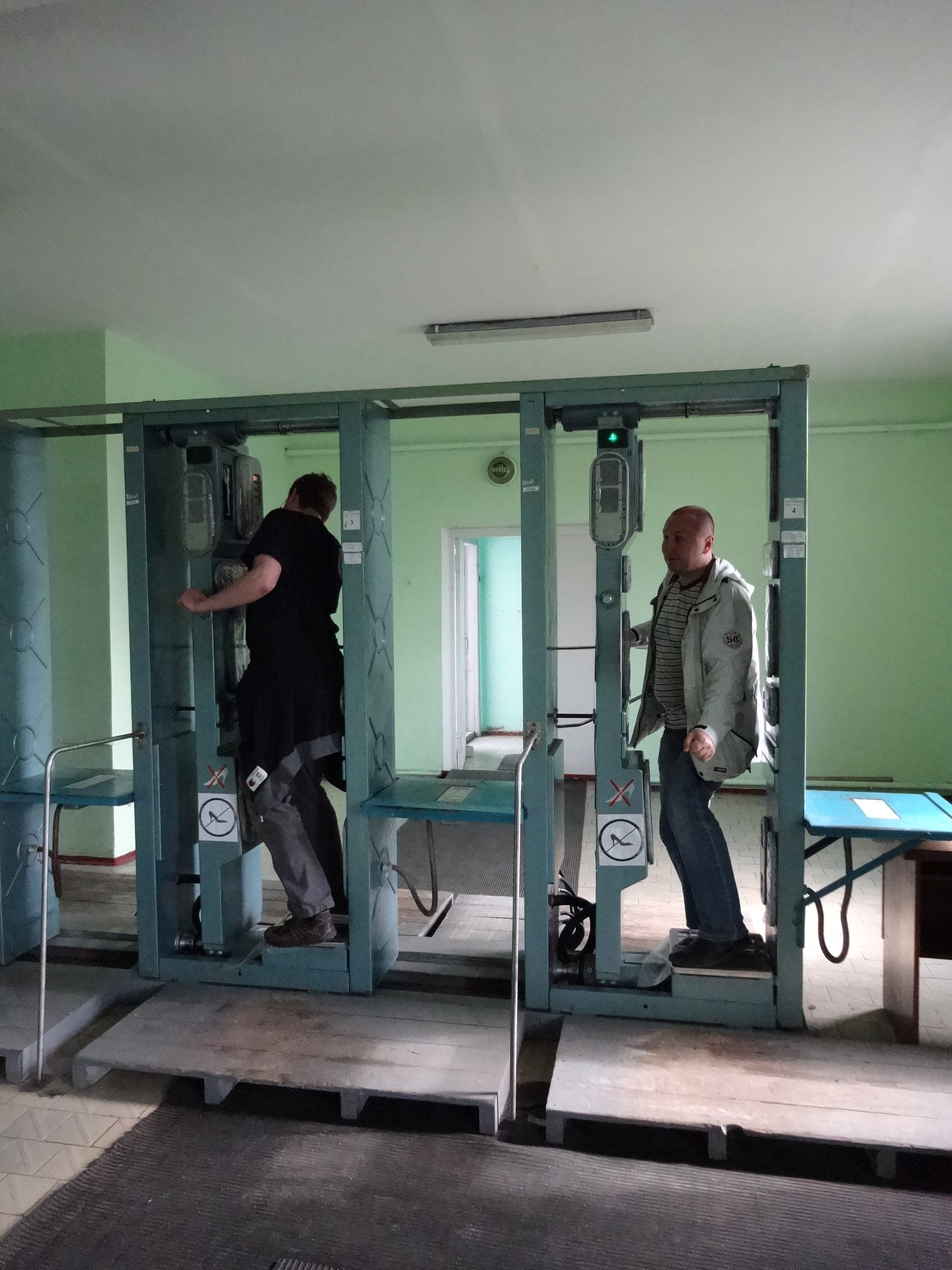
Kontaminationsprüfung beim Verlassen der Sperrzone von Tschernobyl

Folgende Siedlungen in der Ukraine wurden, neben Prypjat und Kopatschi, nach der Nuklearkatastrophe evakuiert:
- Denyssowytschi (Денисовичі ⊙)
- Rudky (Рудьки ⊙)
- Ritschyzja (Річиця ⊙)
- Towstyj Lis (Товстий Ліс ⊙)
- Burjakiwka (Буряківка ⊙)
- Tschystohaliwka (Чистогалівка ⊙)
- Lubjanka (Луб’янка ⊙)
- Stetschanka (Стечанка ⊙)
- Warowytschi (Варовичі ⊙)
- Martynowytschi (Мартиновичі ⊙)

In den ersten Jahren wurden damit insgesamt rund 200 Ortschaften evakuiert.

## Freigesetzte Radionuklide

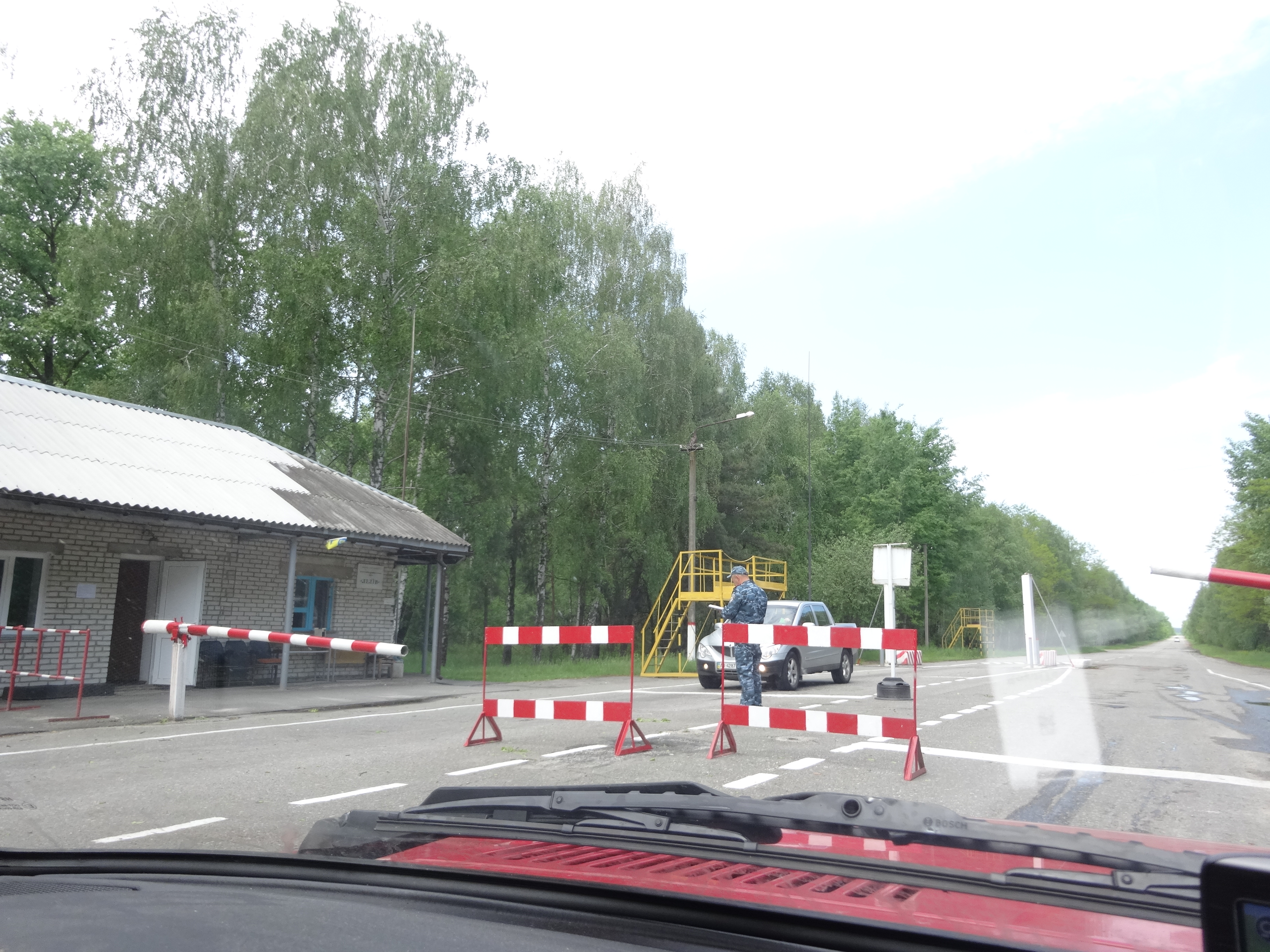
Checkpoint Leliw in die 10-km-Zone

Von 190,3 t radioaktivem Material, welches sich im Reaktorkern befand, entwichen in den ersten zehn Tagen, vom 26. April bis 5. Mai 1986, 6,7 t in die Umwelt. Spätere genauere Messungen und Berechnungen ergaben, dass unter anderem die folgenden radiotoxisch besonders relevanten Nuklide freigesetzt wurden:
- Strontium-90 (Halbwertszeit: 28,8 Jahre; β−-Strahler; ersetzt Calcium im Körper, beispielsweise in den Knochen)
- Iod-131 (Halbwertszeit: 8 Tage; β−-Strahler; reichert sich stark in der Schilddrüse an)
- Caesium-137 (Halbwertszeit: 30,1 Jahre; β−-Strahler; zerfällt in 95 % der Fälle zu Barium-137m, welches nach 2,5 min zur Hälfte zu Barium-137 zerfallen ist und damit maßgeblich für die γ-Strahlung verantwortlich ist; Caesium reichert sich besonders in Böden und Pilzen an, aber auch in tierischen und menschlichen Geweben)
- Plutonium-239 (Halbwertszeit 24.000 Jahre; Alphastrahler; Anreicherung vorab in Lunge, Leber und Skelett (auch von Wirbeltieren), mit langen Verbleibenszeiten (biologischen Halbwertszeiten). Aufgrund seines vergleichbar hohen Atomgewichts hat es sich wie das Americium fast ausschließlich in der Sperrzone abgelagert[7][8])
- Plutonium-241 (Halbwertszeit: 14,4 Jahre; β−-Strahler; regeneriert Americium-241; Plutonium-241 bindet an Proteine und lagert sich in Nieren und Leber ab)
- Americium-241 (Halbwertszeit: 432 Jahre; α-Strahler; reichert sich in Knochen (biologische Halbwertszeit: 50 Jahre) und Leber (biologische Halbwertszeit: 20 Jahre) sowie den Keimdrüsen (permanent) an).[9]

## Strahlenexposition in Folge des Reaktorunfalls

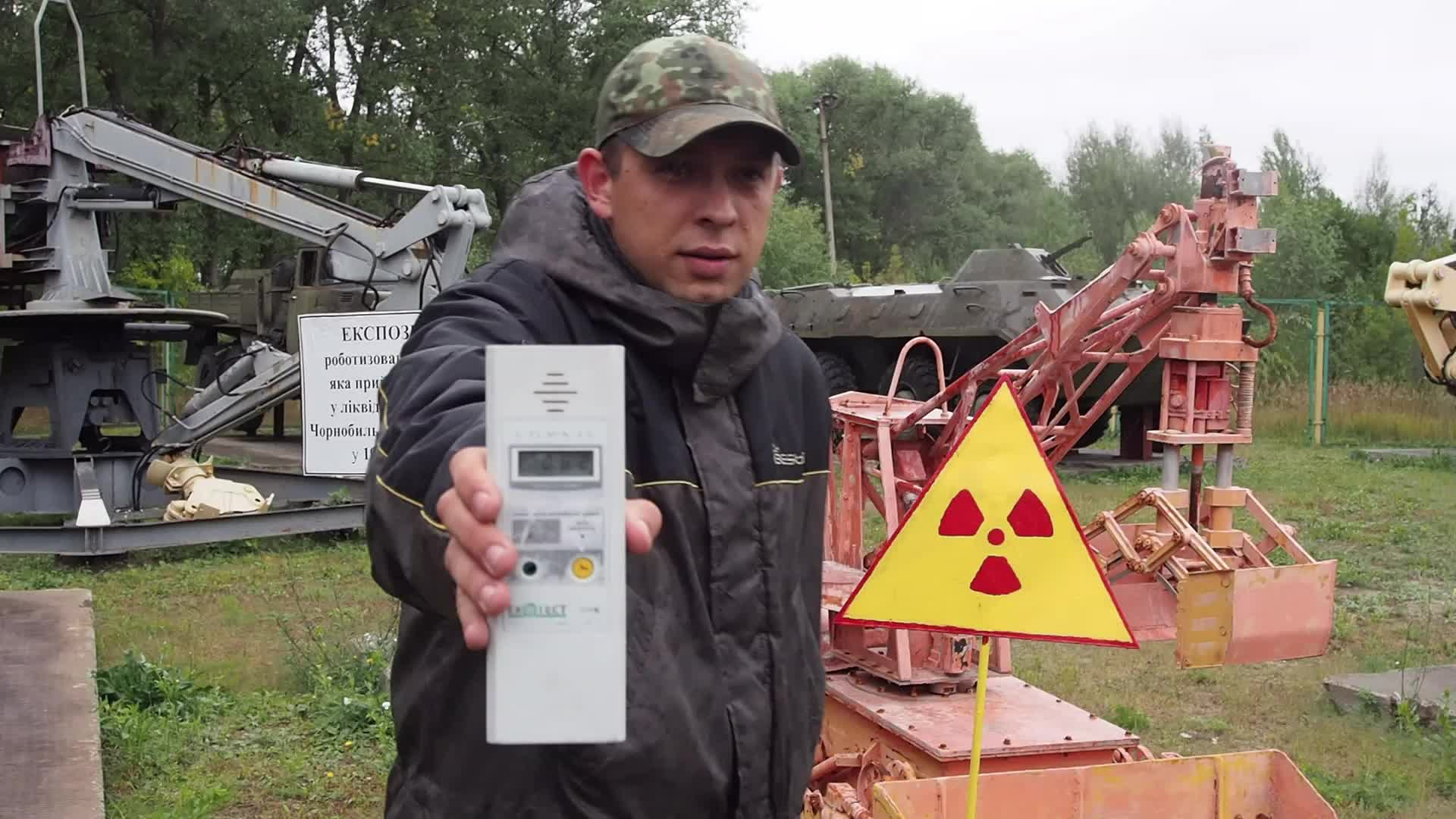
Die Strahlung ist immer noch sehr hoch, für Aufräumarbeiten wurden daher u. a. Roboter genutzt

In Folge des Reaktorunfalls kam es zu drei unterschiedlichen Phasen, in denen Strahlenexpositionen aufgetreten sind:
- Phase I ist durch die ersten 20 Tage nach dem Unfall gekennzeichnet, in denen es durch kurzlebige Radionuklide (Molybdän-99, Tellur-132/Iod-132, Xenon-133, Iod-131, Barium-140/Lanthan-140) zu akuten Strahlenschäden gekommen ist. Die meisten dieser Nuklide wurden auf Pflanzen und dem Boden abgelagert und führten dort zu Dosisleistungen von bis zu 20 Gy/d in den ersten Tagen nach dem Unfall. Freigesetzte Radioiodnuklide, v. a. Iod, führten durch Bestrahlung vor der Evakuierung zu Schilddrüsenkrebs bei Kindern, der in der Sperrzone sehr hohe Inzidenzen aufwies[11], sowie zu Schilddrüsenschäden auch bei vielen Wirbeltieren.

- Phase II bezeichnet die Zeit von Sommer bis Herbst 1986, in der viele der kurzlebigen Radionuklide zerfielen und langlebige Radionuklide auf biologischem, chemischem oder physikalischem Weg in der Umwelt abgelagert, umgewandelt und transportiert wurden. Die Gesamtdosisleistung der bei dem Unfall freigesetzten radioaktiven Stoffe sank in dieser Zeit auf ein Zehntel des Ausgangswertes. – Ca. 80 Prozent der Strahlungsdosis, die sich in Pflanzen und Tieren angereichert hat, wurden innerhalb der ersten drei Monate nach dem Unfall aufgenommen.

- Phase III ist die noch anhaltende Phase, in der die Strahlenexposition noch ein Prozent des Anfangswertes entspricht und die maßgeblich durch die Caesium-137-Kontamination hervorgerufen wird. Die Ausbreitung von Pflanzen sowie das Einwandern neuer Tiere in das Sperrgebiet sorgt hierbei für eine stark unterschiedliche Bioakkumulation der verbliebenen Radionuklide.

## Waldbrand 2020

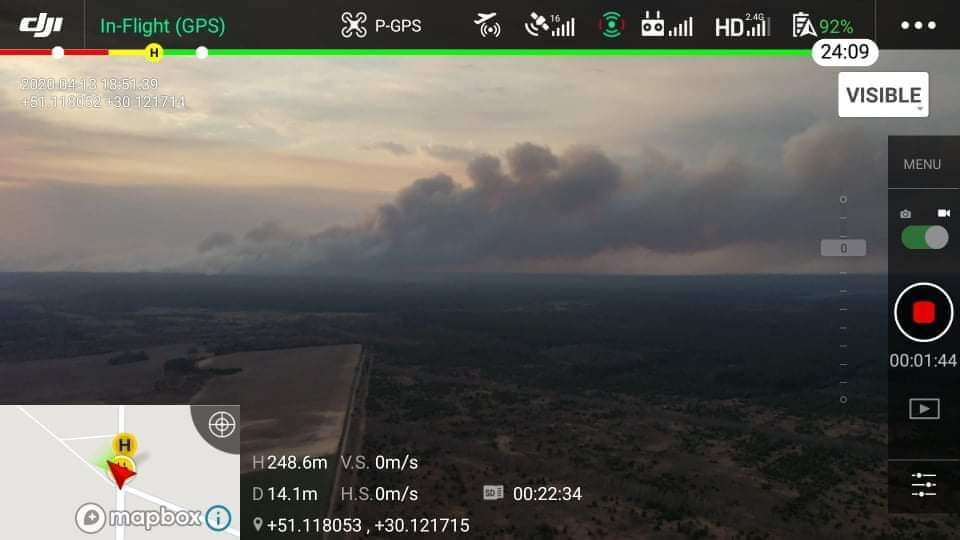
Aufnahme des Waldbrandes vom 13. April 2020

Anfang April 2020 brach ein Waldbrand aus, der auch die Sperrzone betraf. Am 5. April 2020 teilte der ukrainische Umweltinspektionsdienst mit, dass durch diesen in der Sperrzone auf einer Fläche von rund 100 Hektar Radioaktivität freigesetzt wurde. Als Ursache für den Waldbrand wird vermutet, dass Anwohner am 4. April 2020 den Brand durch das illegale Verbrennen von Müll ausgelöst haben. Zwei Wochen nach Ausbruch waren, nach Auswertungen von Satellitenbildern, schätzungsweise 11.500 Hektar abgebrannt. Darüber hinaus kam es in Kiew aufgrund der Feuer zu anhaltendem und dichtem Smog. Durch die Feuer wurden in der Oblast Schytomyr nahe der belarussischen Grenze 38 Wohnhäuser zerstört, nachdem die Brände auf Dörfer übergriffen hatten. Die Brände wurden von mehr als 1400 Personen (inklusive mindestens 700 Feuerwehrleuten) bekämpft, die auch Hubschrauber einsetzten. Um die Feuer einzugrenzen, haben sie mehr als 400 Kilometer Brandschutzschneisen in die umstehenden Wälder geschlagen. Zur Unterstützung, Eindämmung und Löschung der Brände stellte die Bundesrepublik Deutschland 80 Dosimeter zur Radioaktivitätsmessung sowie ein Tanklöschfahrzeug zur Verfügung.

## Geplante Wasserstraße E40
Die französische NGO Association pour le Contrôle de la Radioactivité dans l’Ouest (ACRO) befürchtet, dass beim Ausbaggern der Flüsse Prypjat und Dnepr im Zuge der geplanten, in nur 2,5 Kilometer vom Kernkraftwerk Tschernobyl entfernt verlaufenden Wasserstraße E40, radioaktiv kontaminierte Sedimente innerhalb der Sperrzone von Tschernobyl erneut aufgewühlt werden könnten und dadurch etwa 28 Millionen Menschen in der Ukraine und Belarus durch radioaktiv verseuchtes Wasser potenziell einem erhöhten Strahlenrisiko ausgesetzt wären. Zudem würden die geplanten jährlichen Instandhaltungsmaßnahmen, die unter anderem ein Volumen von schätzungsweise 1,2 Millionen Kubikmetern an bewegten Sedimenten umfassen, die Gefahr bergen, radioaktiv kontaminierte Sedimente freizusetzen.

Landschaftspanorama der Sperrzone

## Leben in der Zone

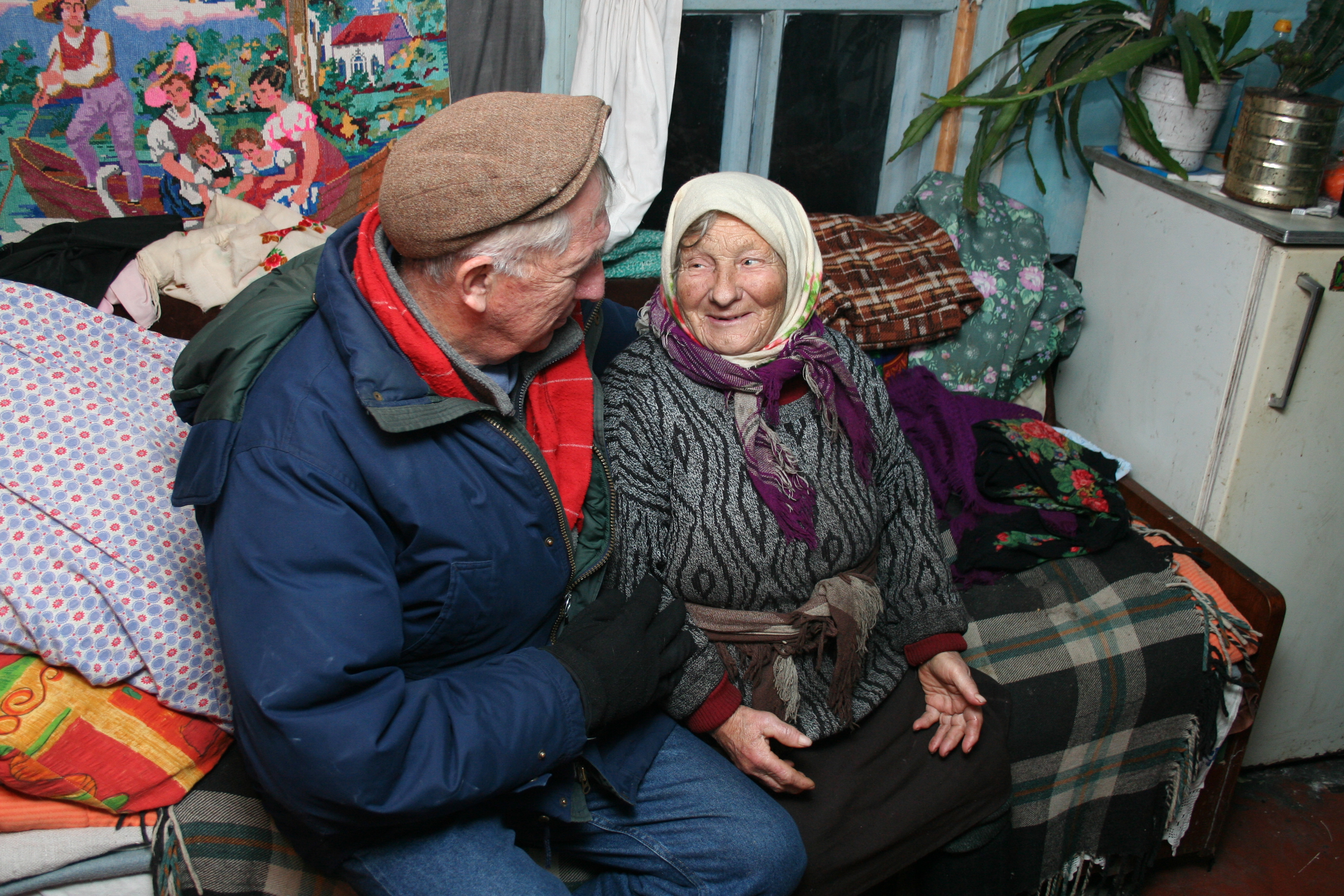
Rückkehrer, 2007

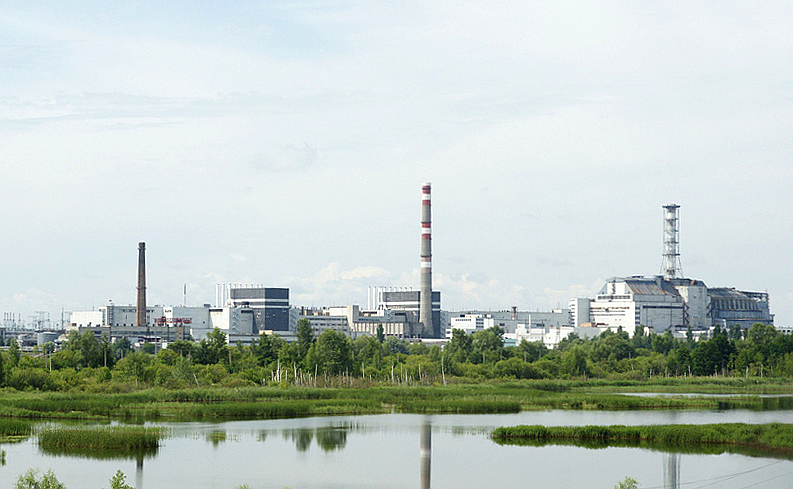
Die direkte Umgebung des ehemaligen Kraftwerkes

### Rückkehrer
Im Sperrgebiet von Tschernobyl lebten mit Stand von 2012 197 Samosely (russisch: самосёлы; ukrainisch: самосели – Umsiedler). Bei den Rückkehrern handelt es sich zumeist um ältere Menschen, die nach der Evakuierung illegal in ihre ehemalige Heimat zurückgekehrt sind. Heute werden sie von staatlicher Seite geduldet.

### Arbeiten im Sperrgebiet
Im Jahr 2021 arbeiten etwa 6.500 Menschen innerhalb der Sperrzone. Es sind vor allem Wissenschaftler, Ingenieure und Arbeiter, zu deren Aufgabenbereich die Verwaltung und Sicherung der radioaktiven Abfälle gehört. Außerdem sind Menschen mit der Instandhaltung und Überwachung der Infrastruktur, dem Betrieb der Checkpoints und touristischen Aufgaben in der Sperrzone tätig, sowie Köche, Reinigungskräfte und Polizisten.
Da nicht alle Gebiete gleichermaßen schwer verstrahlt sind, plant die Regierung die Nutzung in einigen Gebieten vom Tourismus auf industrielle Anlagen, wie eine Anlage zur Müllverbrennung, auszuweiten.

### Flora und Fauna

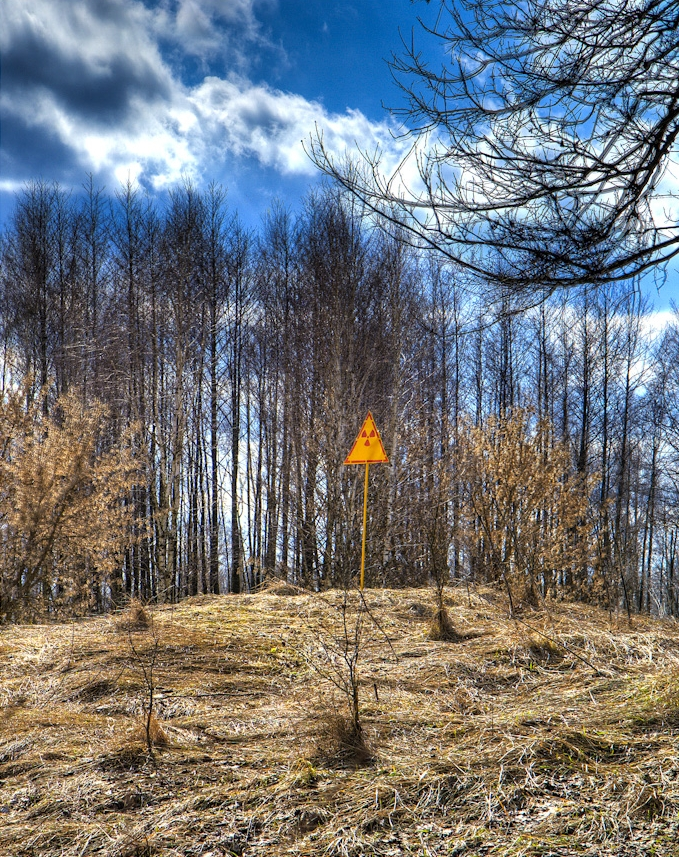
Warnschild am Ostende des „Roten Waldes“

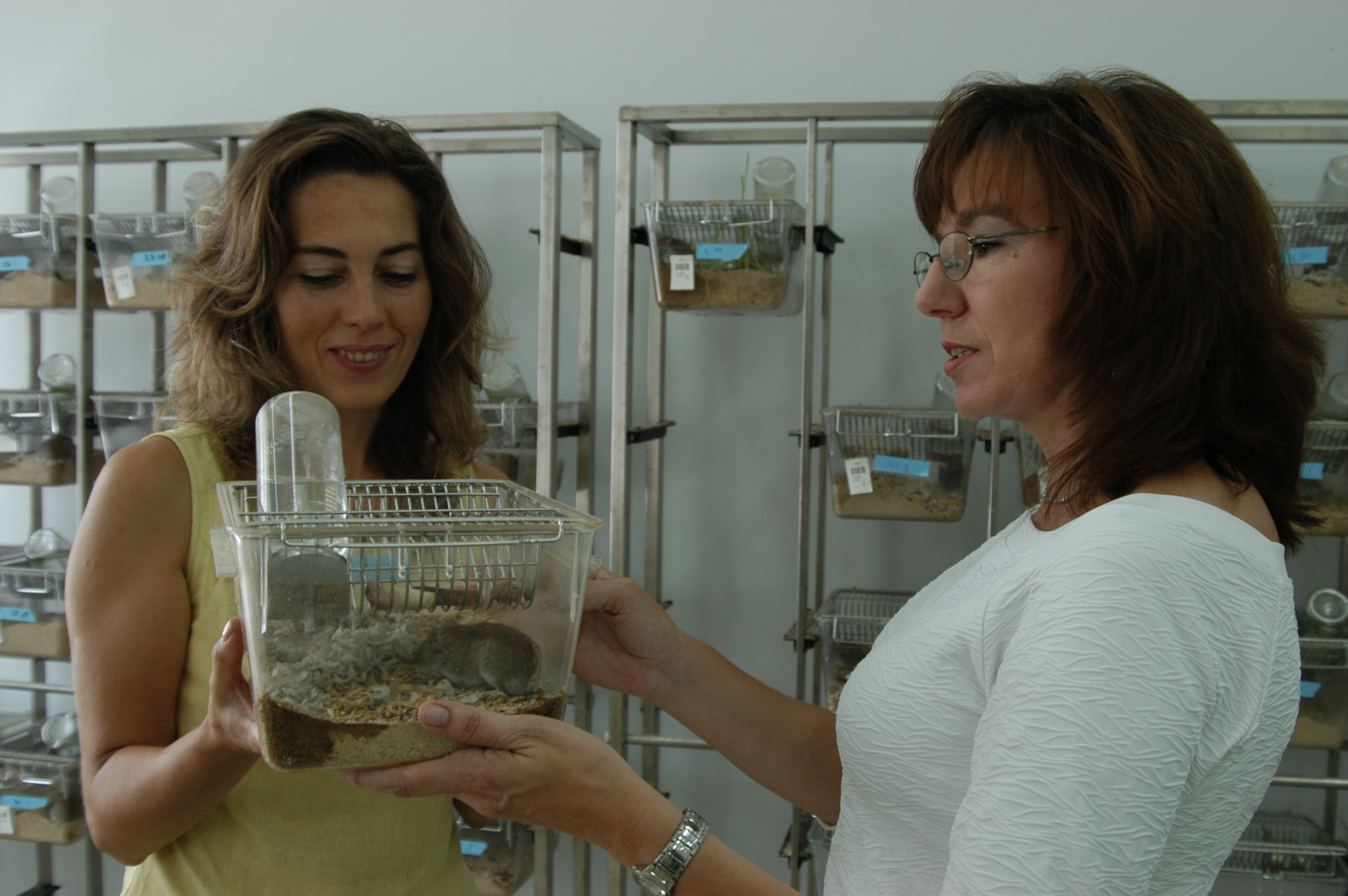
Untersuchungen an Mäusen aus der Sperrzone

Der Einfluss der radioaktiven Kontamination auf Flora und Fauna ist unter Wissenschaftlern umstritten. Untersuchungen insbesondere an Vögeln zeigen Albinismus und kleinere Gehirngrößen, wohingegen der Bestand an Säugetieren, die direkt auf dem Boden des Sperrgebietes leben, zunimmt.
Beim Reaktorblock wurden in der Folge radiotrophe Pilze festgestellt, zudem zeigen Fadenwürmer in der Sperrzone erstaunlich wenig DNA-Mutationen.

#### Pflanzen
Da sich der Unfall im späten April ereignete, machte sich die schädigende Wirkung des radioaktiven Fallouts in einer Periode verstärkten Wachstums bemerkbar. Innerhalb des Sperrgebietes wurden Aktivitäten von 0,7–3,9 GBq/m² gemessen. Dies führte unter anderem zu kurzfristiger Sterilität, Wachstums- und Entwicklungsstörungen. Blattnekrosen, verwitterte Blattspitzen, Störung der Photosynthese sowie Gendefekte wurden beobachtet. Vierzig Prozent des Winterweizens waren betroffen. Abnormalitäten waren noch einige Jahre später erkennbar.
Die starken Dosisraten von über 20 Gy/d zeigten sich besonders an den radiosensitiven Koniferen. Bei einem Nadelwald, der in 2 km Entfernung westlich des Reaktors stand und eine Gesamtdosis von über 80 Gy erhielt, führten die Strahlenschäden zu einer raschen Verfärbung der Nadeln. Die rot-braunen abgestorbenen Kiefernbestände (ca. 4 km²) führten zur Bezeichnung Roter Wald (zuvor Wermut-Wald). Weil ein Waldbrand zu einer Mobilisierung der Radioaktivität geführt hätte, wurde dieser Wald 1987 eingeebnet. Die Bäume wurden gefällt und in 2,5 m tiefen Gräben unter einer 1 m dicken Erdschicht vergraben.
Andere Baumarten, wie Espen, Birken und Eichen in der Nachbarschaft der geschädigten Kiefern, zeigten keine oder nur geringe Symptome. Viele der geschädigten Kiefern gingen in den folgenden Jahren ein. Krautige Pflanzen hingegen zeigten kaum sichtbare Schäden. In Bezug auf den Transfer vom Boden in die Pflanze sind in der Sperrzone die Nuklide Cäsium-137, Strontium-90 und Plutonium-239 zu betrachten, wobei letzteres nur eine sehr geringe Transferrate aufweist.

#### Tiere

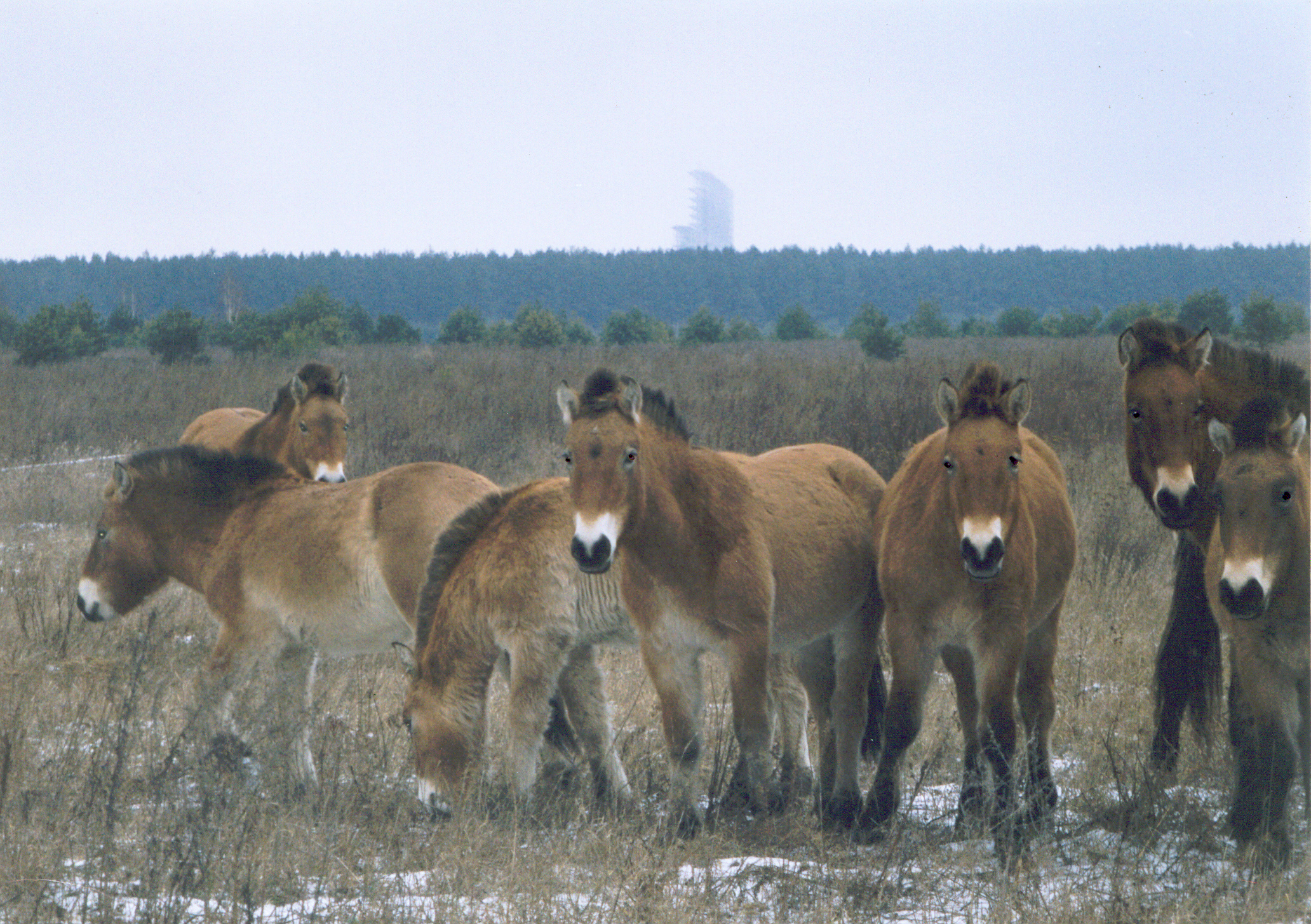
Przewalski-Pferde galten als „in der freien Natur ausgestorben“, als sie 1998 in der Sperrzone angesiedelt wurden

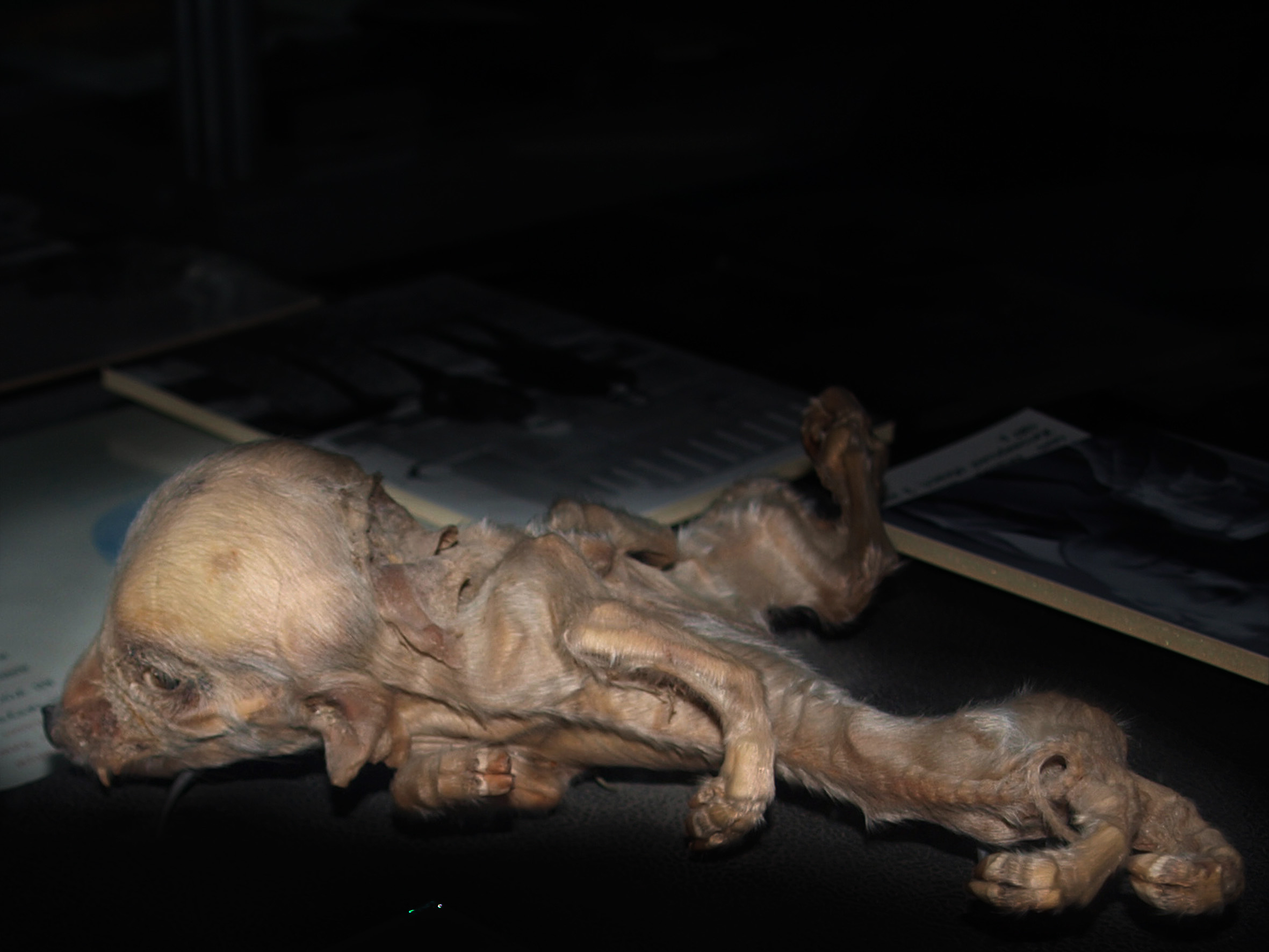
Ferkel aus dem Sperrgebiet mit Doppelfehlbildung als Ausstellungsstück im Nationalem
Ukrainischen Tschernobyl Museum

Der Zeitpunkt des Unfalls fiel auch bei den Tieren mit einer Zeit erhöhter Aktivität – Reproduktion und Mauser – zusammen.
Innerhalb der 3- bis 7-km-Zone um den Reaktor wurde der Bestand an Wirbellosen auf ein Dreißigstel reduziert. Energiedosen von 3 Gy resultierten in früher Sterblichkeit der Nachkommen sowie Fortpflanzungsproblemen. Innerhalb eines Jahres migrierten jedoch andere Wirbellose aus weniger kontaminierten Gebieten in das Sperrgebiet ein, so dass nach zweieinhalb Jahren kein Unterschied in den Populationen zu Kontrollgruppen mehr feststellbar war, wenngleich die Artenvielfalt deutlich reduziert blieb. Die vollständige Erholung der Artenvielfalt an Wirbellosen konnte erst 1995 wieder festgestellt werden. Schätzungen der Behörden aus dem Jahr 2006 ergaben einen Bestand von circa 7000 Wildschweinen, 150 Wölfen, 3000 Rehen, 1500 Bibern, 1200 Füchsen, 15 Luchsen, mehreren tausend Elchen und 280 Vogelarten, von denen viele selten beziehungsweise gefährdet sind. Im belarussischen Teil der Sperrzone lebten im Jahr 2014 bereits wieder drei Herden von Wisenten (93 Tiere, Stand 2012), die sich langsam vermehren. Offenbar habe der Mensch die Tiere in der Zeit, in der das Gebiet noch besiedelt war, stärker eingeschränkt, als es nun die Radioaktivität tue, schlussfolgerten Forscher 2015. Zuvor hatten Studien für Aufsehen gesorgt, denen zufolge sich einige Vögel und Pflanzen an die Radioaktivität angepasst haben und teils sogar von ihr profitieren. Einige Forscher sind allerdings skeptisch, was die Positivmeldungen angeht.
Ein Team, das 2009 Tierspuren in der Sperrzone ausgewertet hatte, kam zu dem Schluss, dass in stärker verstrahlten Gebieten sehr wohl weniger Tiere leben. Die gleichen Forscher fordern in einem Übersichtsartikel von 2016, mehr Proben aus unterschiedlichen Bereichen der Sperrzone zu sammeln und auszuwerten, um die Gesundheit der Lebewesen genauer zu prüfen. Im Allgemeinen reagieren Säugetiere am empfindlichsten auf ionisierende Strahlung, während wirbellose Tiere und einfache Organismen entsprechend ihrer weniger komplexen Biologie unempfindlicher sind. In den Jahren 1998 und 1999 wurden im Rahmen des Programms Rewilding Europe insgesamt 31 Przewalski-Pferde in der Sperrzone ausgewildert, deren Bestand 2016 bei über 100 lag. Die Auswertung von über 11.000 Bildern der seltenen Pferde belegt, dass sie sich gut eingelebt haben und auch die verbliebenen Gebäude als Schutzräume von ihnen genutzt werden. Später ist die Auswilderung von Wisenten geplant.
Wölfe in der Region zeigen Mutationen auf, die in der Krebstherapie helfen könnten.

## Tourismus

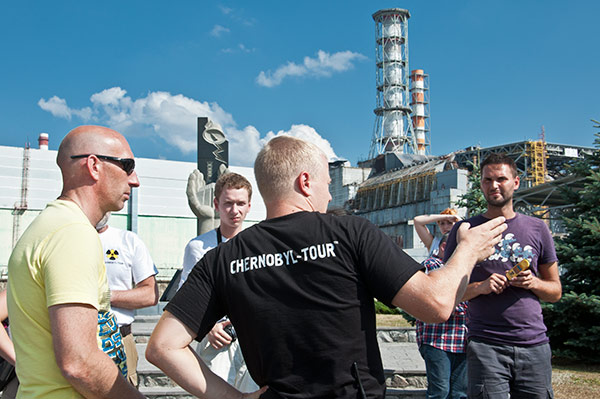
Geführte Tour durch das ehemalige Katastrophengebiet

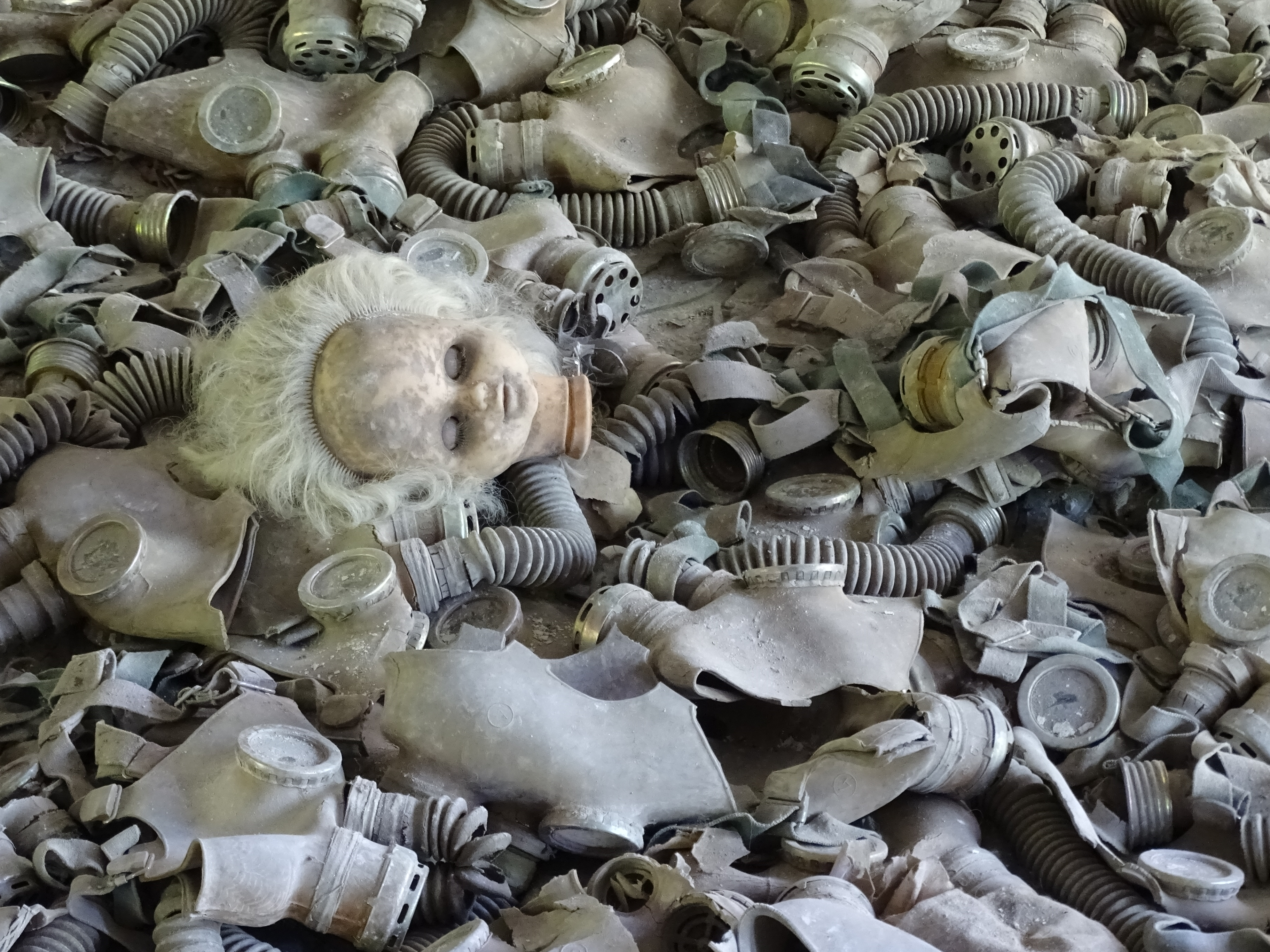
Puppe zwischen Gasmasken im ehemaligen Schulhaus von Prypjat

Seit Mitte der 2010er Jahre verstärkt sich der Tagestourismus in geführten Kleingruppen, der von der Hauptstadt Kiew startet.
35 Jahre nach dem Super-GAU ist sogar eine Besichtigung der ukrainischen Geisterstadt Prypjat, deren knapp 50.000 Einwohner nach der Reaktorkatastrophe vollständig evakuiert werden mussten, wieder möglich. Gern würde die Regierung der Ukraine Teile Pripyats als UNESCO-Welterbe anerkennen lassen, nicht zuletzt, um bis zu eine Million Besucher im Jahr anzulocken. Einnahmen durch den Tourismus werden dringend benötigt, auch um die Folgekosten der Reaktorkatastrophe zu bezahlen. Vor dem Betretungsverbot aufgrund der COVID-19-Pandemie kamen bereits um die 50.000 Touristen jährlich, andere Quellen sprechen gar von 128.000 Touristen, die 2019 die Sperrzone besucht haben sollen.
Das deutsche Bundesamt für Strahlenschutz rät davon ab, aus touristischen Gründen die hoch kontaminierten Gebiete in der Sperrzone zu besuchen. Die äußere Strahlenexposition schwankt innerhalb der Sperrzone erheblich.
Darüber hinaus erklärt das Bundesministerium für Umwelt, Naturschutz und nukleare Sicherheit, es gäbe keinen Grenzwert, ab dem das Auftreten von zeitversetzt auftretenden Schäden durch Strahlenexposition nachweislich wahrscheinlicher ist. Für akut auftretende Strahlenschäden liegt der Schwellenwert zwar bei etwa 500 Millisievert, aber sogenannte stochastische Strahlenschäden, wie Krebserkrankungen und Leukämien, können noch Jahre bis Jahrzehnte nach Einwirkung der Strahlung auftreten.

## Invasion Russlands
In der Nacht vom 23. auf den 24. Februar 2022 überschritt das russische Militär völkerrechtswidrig auf breiter Front auch von Belarus aus die Grenzen der Ukraine. Schon vor 20 Uhr MEZ meldete Kiew, am 24. Februar nach mehrstündigen Schusswechseln die Kontrolle über das Gebiet um Tschernobyl und allen Anlagen des zerstörten Atomkraftwerks verloren zu haben.
Nach dem Rückzug russischer Streitkräfte aus dem Gebiet um die Ruine Ende März / Anfang April 2022 wurde vermutet, dass es zu erheblicher Strahlungsbelastung von Soldaten gekommen sei. Diese haben sich in Unkenntnis der Gefahr ungeschützt in hoch kontaminierten Bereichen bewegt.